# قيصر باغ
قيصر باغ (بالهندية: क़ैसरबाग़، بالأردية: قيصر باغ) وتعني حديقة الإمبراطور، هو مجمع معماري في مدينة لكهنؤ الواقعة في منطقة أوده التاريخية في الهند. قام ببنائها الملك واجد علي شاه (1847-1856)، آخر ملوك مملكة أوده.

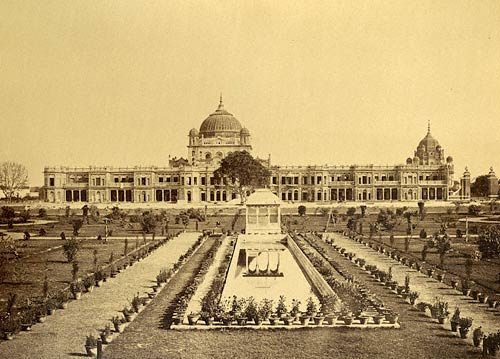
مجمع قيصرباغ في لكهنؤ، أتر برديش، الهند (أخذت الصورة بين عامي 1865 و1882).

كتب الصحفي الأيرلندي ويليام راسيل رواية كلاسيكية حول نهب قيصر باغ في عام 1858م من قبل مجموعة من القوات البريطانية في حالة سكر خلال حرب الاستقلال الهندية الأولى.

## معرض الصور

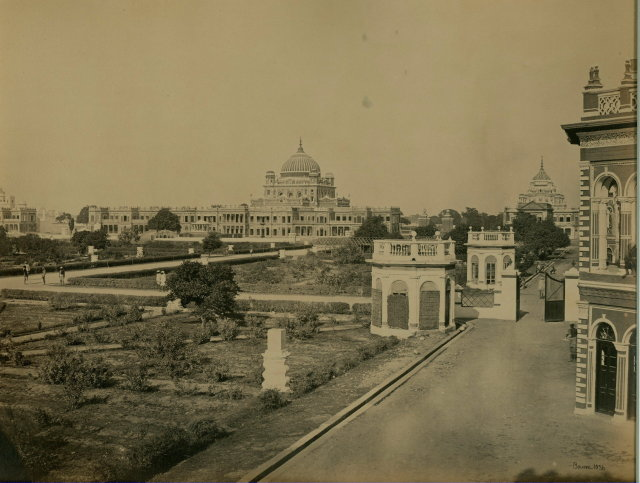
قيصر باغ في لكهنؤ، حوالي 1866
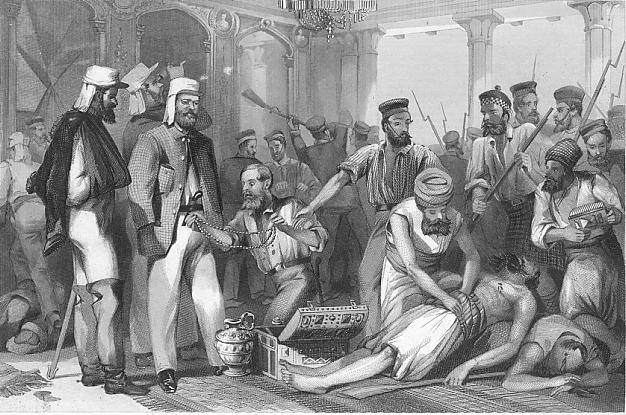
نهب قيصرباغ

## طالع أيضًا
- واجد علي شاه
- نواب أوده
- دولة أوده